# Brasema fantsiliae
Brasema fantsiliae är en stekelart som beskrevs av Jean Risbec 1956. Brasema fantsiliae ingår i släktet Brasema och familjen hoppglanssteklar.
Artens utbredningsområde är Madagaskar. Inga underarter finns listade.